# The Enemy Sex
The Enemy Sex è un film muto del 1924 diretto da James Cruze. È l'ultimo film girato da Pauline Bush.

## Trama
Quando la corista "Dodo" Baxter è invitata al party organizzato dal milionario Albert Sassoon, incontra cinque uomini mondani e facoltosi che cercano in tutti i modi di aggiungerla al numero delle loro conquiste, ma lei elude i loro tentativi e declina le offerte di ricchezze e di aiuti per la sua carriera nel mondo dello spettacolo per dedicarsi invece ad aiutare un ubriacone, Gary Lindaberry, a recuperare la salute.

## Produzione
Il film fu girato a Hollywood, in Selma Avenue, prodotto dalla Paramount Pictures (con il nome Famous Players-Lasky Corporation)

## Distribuzione
Distribuito dalla Paramount Pictures, il film uscì nelle sale USA il 25 agosto 1924. In prima, era stato presentato a New York il 30 giugno 1924. Copia della pellicola (un positivo a 35 mm) viene conservata negli archivi della Library of Congress.

## Date di uscita
IMDb
- USA	30 giugno 1924	 (New York)
- USA	25 agosto 1924
- Finlandia	26 ottobre 1925